# 홍기백
홍기백(1965년 ~ )은 대한민국의 MBC 보도본부의 기자이다.

## 학력
- 연세대학교 경영학과 학사

## 경력
- MBC 기자
- MBC 보도본부 경제부 기자
- 2010. 3.~2013. 8. MBC 런던 특파원
- 2013. 8.~2013. 11. MBC 보도국 편집2센터 주간뉴스부장
- 2013. 11.~2015. 2. MBC 보도국 취재센터 경제부장
- 2015. 2.~2017. 3. MBC 보도국 편집1센터장
- 2017. 3.~2017. 12. MBC 기획국장
- 2025. 4.~ 국민의힘 ICT방송미디어정책특별위원회 위원